# Score (onderzoek)
Een score is de classificatie van zaken in verschillende categorieën aan de hand van onderzoek gevolgd door regressieanalyse om de veronderstelde samenhang in de score te bevestigen. Scores kunnen van een onderzoeker, een instituut of een onderneming zijn en eventueel ook vastgelegd worden in officiële normen.
Scores kunnen de vorm aannemen van een getalleninterval (1-10), een letterinterval (A-G), gebruik maken van kleurcodes of een combinatie.
Belangrijk: een score verschilt van een rating doordat voor de formulering en bepaling van een score geen erkenning nodig is, wat in principe voor een rating enkel door een erkend rating-bureau mag gebeuren. 
Score kan verwijzen naar:
- In de consumentenwereld
  - Eco-score
  - Energieklasse (A-G) of de voorloper het Energielabel
- In de financiële wereld
  - Kredietscore
  - Falingspredictie
  - Fraudescore